# Canton de Saint-Étienne-de-Tinée
Le canton de Saint-Étienne-de-Tinée est une ancienne division administrative française, située dans le département des Alpes-Maritimes et la région Provence-Alpes-Côte d'Azur.

## Composition
Le canton de Saint-Étienne-de-Tinée était composé des communes de :
| Nom                                | Code Insee | Intercommunalité           | Population (dernière pop. légale) |
| ---------------------------------- | ---------- | -------------------------- | --------------------------------- |
| Saint-Étienne-de-Tinée (chef-lieu) | 06120      | Métropole Nice Côte d'Azur | 1 385 (2014)                      |
| Isola                              | 06073      | Métropole Nice Côte d'Azur | 698 (2014)                        |
| Saint-Dalmas-le-Selvage            | 06119      | Métropole Nice Côte d'Azur | 122 (2014)                        |

## Représentation

### Conseillers généraux de 1861 à 2015
| Date d'élection       | Identité                               | Parti        | Qualité                                                                                                 |
| --------------------- | -------------------------------------- | ------------ | --- |
|                       |                                        |              | |
| 1861-1871             | M. Maxime Sauvan                       |              | Négociant, membre de la Chambre de commerce                                                             |
| 1871-1877 (décès)     | M. Auguste Faraut                      | Droite       | Avocat                                                                                                  |
| 1877-1883             | Vicomte François Alziary de Malaussène | Droite       | Maire de Gorbio (1885-1892), propriétaire à Nice                                                        |
| 1883-1884 (démission) | M. Joseph Barraja                      | Républicain  | Agent de change, conseiller municipal de Nice                                                           |
| 1885-1895             | M. Benjamin Peyrani                    | Républicain  | Avocat à Nice                                                                                           |
| 1895-1904             | M. Achille Roustan                     | Républicain  | Avoué, commissaire priseur, propriétaire à Nice                                                         |
| 1904-1910             | M. Auguste Blanc du Collet             |              | Procureur de la République à Digne Maire de Puget-Théniers                                              |
| 1910-1912 (décès)     | M. Achille Roustan                     | Républicain  | Avoué, commissaire priseur, propriétaire à Nice                                                         |
| 1912-1940             | M. Maurice Rovery                      | Républicain  | Médecin Maire de Saint-Étienne-de-Tinée (1912-1944) Nommé conseiller départemental en 1943              |
|                       |                                        |              | |
| 1941-1942             | M. Bernard Issautier                   |              | Avocat, Nommé membre de la Commission administrative départementale en 1941                             |
|                       |                                        |              | |
| 1945-1951             | M. Maurice Rovery (1879-1962)          | DVD          | Médecin Maire de Saint-Étienne-de-Tinée                                                                 |
| 1951-1964             | M. Bernard Issautier                   | RGR          | Avocat Maire de Saint-Étienne-de-Tinée (1947-1959)                                                      |
| 1964-1970             | M. Lucien Pascal                       | DVD          | Maire de Saint-Étienne-de-Tinée                                                                         |
| 1970-1994             | M. Jean Pascal                         | DVD          | Ancien fonctionnaire municipal à Nice                                                                   |
| 1994-2001             | M. Paul Ollié (1935-2002)              | RPR-UDF      | Maire de Saint-Étienne-de-Tinée (1971-1989)                                                             |
| 2001-2009             | M. Christian Estrosi                   | RPR puis UMP | Président du conseil général (2003-2008) Député Maire de Nice (2008-2016 et depuis 2017) Démissionnaire |
| 2009-2015             | Mme Caroline Murris                    | UMP          | Remplaçante de Christian Estrosi                                                                        |
|                       |                                        |              | |

### Conseillers d'arrondissement (de 1833 à 1940)
| Période                                  | Période      | Identité                             | Étiquette   | Qualité |
| ---------------------------------------- | ------------ | ------------------------------------ | ----------- | --- |
|                                          | 1890 (décès) | M. Gente                             |             | |
|                                          |              |                                      |             | |
|                                          | 1897 (décès) | M. Pierre Étienne Rovery (1857-1897) |             | Notaire à Sospel                                                                                            |
| 1897                                     | 1919         | M. Ernest Cossa                      | Républicain | Greffier, maire de Saint-Étienne-de-Tinée                                                                   |
| 1919                                     | 1934         | M. Pierre Fabret                     |             | Propriétaire à Isola                                                                                        |
| 1934                                     | 1940         | M. Victorin Ferreri                  |             | Conseiller municipal de Saint-Étienne-de-Tinée                                                              |
| 1940                                     |              |                                      |             | Les conseils d'arrondissement ont été suspendus par la loi du 12 octobre 1940 et n'ont jamais été réactivés |
| Les données manquantes sont à compléter. |              |                                      |             | |

## Démographie
| 1962  | 1968  | 1975  | 1982  | 1990  | 1999  | 2006  | 2011  | 2012  |
| ----- | ----- | ----- | ----- | ----- | ----- | ----- | ----- | ----- |
| 1 980 | 1 924 | 2 240 | 2 440 | 2 473 | 2 177 | 2 027 | 2 191 | 2 170 |